# Mircea Duma
Mircea Duma a fost ministru de finanțe al României în anul 1945.